# Albert J. Anthony
Albert J. Anthony, eigentlich Albert Johann Anthony, auch Albert Anthony (* 23. Oktober 1901 in Hamburg; † 11. August 1947 in Rostock) war ein deutscher Internist und Hochschullehrer.

## Leben
Albert J. Anthony war der Sohn des Spediteurs Johann Albert Anthony. Er beendete seine Schullaufbahn in Hamburg 1920 mit dem Abitur. Danach studierte er drei Semester Anthropologie und Völkerkunde, bis er das Studienfach wechselte. Anschließend absolvierte er bis 1925 ein Studium der Medizin an den Universitäten Hamburg, Rostock und Freiburg. Danach absolvierte er seine praktische Ausbildung in Hamburg und Freiburg bis 1928. Zwischenzeitlich erfolgte 1926 an der Universität Hamburg seine Promotion zum Dr. med. mit der Dissertation Über einen Fall von Spätfolgen nach subcutaner Paraffin-Injektion. Im selben Jahr wurde er approbiert. Anthony habilitierte sich 1929 für Innere Medizin an der Universität Hamburg mit der Habilitationsschrift Untersuchungen über Lungenvolumina und Lungenventilation. Als Assistenzarzt beziehungsweise Privatdozent wirkte er von 1928 bis 1932 in Hamburg, Paris, New York und Heidelberg. Seine Facharztausbildung zum Internisten beendete er 1931.
Zu Beginn der Zeit des Nationalsozialismus trat Anthony zum 1. Mai 1933 der NSDAP bei (Mitgliedsnummer 3.279.259), außerdem gehörte er dem NSKK an. Ab 1933 war er als Oberarzt tätig und wurde 1934 stellvertretender Direktor der I. Medizinischen Universitätsklinik Hamburg. Ab 1936 war er an der Universität Hamburg a.o. Professor für Innere Medizin. Von dort wechselte er 1937 an die Universität Gießen, wo er 1939 ebenfalls als a.o. Professor für Innere Medizin wirkte.
Nach Beginn des Zweiten Weltkrieges wurde er im September 1939 Direktor der Medizinischen Klinik des Stadtkrankenhauses Offenbach und wurde zusätzlich Dozent an der Universität Frankfurt. Anthony wurde 1940 zur Wehrmacht eingezogen, wo er zunächst im Reservelazarett Offenbach eingesetzt war. Ab Juli 1940 war Anthony Referent beim Inspekteur des Sanitätswesens der Luftwaffe in Berlin, wo er im Juli 1942 zum Stabsarzt aufstieg. Für die Deutsche Forschungsgemeinschaft bearbeitete er das Projekt Der Einfluß kurzdauernder Sauerstoffatmung auf Hämoglobingehalt und Erythrocytenzahl des menschlichen Blutes. Vom 26. bis 27. Oktober 1942 leitete Anthony die Tagung „Ärztliche Fragen bei Seenot und Winternot“ in Nürnberg, bei der auch über die „Unterkühlungsversuche“ an Menschen im KZ Dachau referiert wurde. Anthony wurde im April 1942 mit dem Kriegsverdienstkreuz II. Klasse und im September 1943 mit dem Kriegsverdienstkreuz I. Klasse ausgezeichnet. Bei der Luftwaffe war Anthony im Herbst 1944 noch beim Luftwaffenkommando I in Lettland und Estland eingesetzt und wurde im Bereich Wissenschaft und Forschung der Akademie der Luftwaffe tätig.
Im Oktober 1944 wurde Anthony Medizinprofessor an der Universität Rostock. Nach Kriegsende befand sich Anthony in sowjetischer Kriegsgefangenschaft, aus der er jedoch bald entlassen wurde. Danach betätigte er sich in Rostock als Gefängnisarzt. Wegen seiner Zugehörigkeit zur NSDAP wurde Anthony 1946 aus dem Professorenamt entlassen, sollte jedoch 1947 wieder sein Amt an der Universität Rostock antreten. Dazu kam es jedoch nicht mehr, da Anthony durch einen Einbrecher in seiner Wohnung angeschossen wurde und später seinen schweren Verletzungen erlag.